# 三氟氯乙烯
三氟氯乙烯（Trifluorochloroethylene），别名氯三氟乙烯，结构式CF2＝CFCl。

## 性质
- 在水中分解，易聚合。
- 临界温度：105.3 °C
- 临界压力：4.063 MPa
- 剧毒。在空气中易变质产生光气。[來源請求]
- LD50：268 mg/kg（大鼠经口）

## 制备和反应
由1,1,2-三氟-1,2,2-三氯乙烷与锌粉在甲醇介质中作用发生脱氯得到，经分馏提纯制得成品。
{\displaystyle \ CF_{2}ClCFCl_{2}+Zn\rightarrow CF_{2}\!=\!CFCl+ZnCl_{2}}
三氟氯乙烯的热二聚会得到1,2-二氯-1,2,3,3,4,4-六氟环丁烷。将此化合物脱氯可得六氟环丁烯。

## 用途
用于生产聚三氟氯乙烯、氟橡胶、氟塑料、氟氯润滑油和吸入麻醉剂等。